# Bowersville (Ohio)
Pour les articles homonymes, voir Bowersville.
Bowersville est un village américain situé dans le comté de Greene, dans l'Ohio. Selon le recensement de 2010, sa population est de 312 habitants.